# Kea Bouman
Cornelia "Kea" Tiedemann-Bouman (23 de noviembre de 1903 - 17 de noviembre de 1998) fue una tenista de los Países Bajos. Ganó el título individual en el Campeonato de Francia de 1927, venciendo a Irene Bowder Peacock de Sudáfrica en la final. Bouman fue la primera y, hasta la fecha, la única mujer holandesa que ha ganado un título individual de Grand Slam.
Además, Bouman ganó el campeonato nacional de tenis de los Países Bajos en los años 1923, 1924, 1925 y 1926 (individuales).
Nacida en Almelo, Bouman también fue la primera atleta femenina holandesa en ganar una medalla olímpica en cualquier deporte, cuando se asoció con Hendrik Timmer para ganar el bronce en dobles mixtos en los Juegos Olímpicos de Verano de 1924 en París.
En octubre de 1927, Bouman ganó el título individual de la edición inaugural del Campeonato de Tenis del Suroeste del Pacífico, derrotando a Molla Mallory en la final en tres sets. En 1929, Bouman se asoció con la española Lilí Álvarez para ganar el título de dobles femeninos en el Campeonato de Francia, precursor del Abierto de Francia.
Según A. Wallis Myers de The Daily Telegraph y el Daily Mail, Bouman estuvo clasificada entre las 10 mejores del mundo en 1927 y 1928, alcanzando el puesto número 8 en dichas clasificaciones en 1928.
Bouman también tuvo éxito en otros deportes. Se convirtió en la campeona nacional de golf de los Países Bajos y jugó para el equipo nacional de hockey sobre césped.
El 27 de enero de 1931, se casó con el ingeniero Wilhelm Tiedemann en Almelo, y poco después la pareja emigró a las Indias Orientales Neerlandesas, donde vivirían durante nueve años y donde Tiedemann trabajó como geólogo. También había vivido en los Estados Unidos. Bouman murió en Delden, Países Bajos.

## Finales de Grand Slam

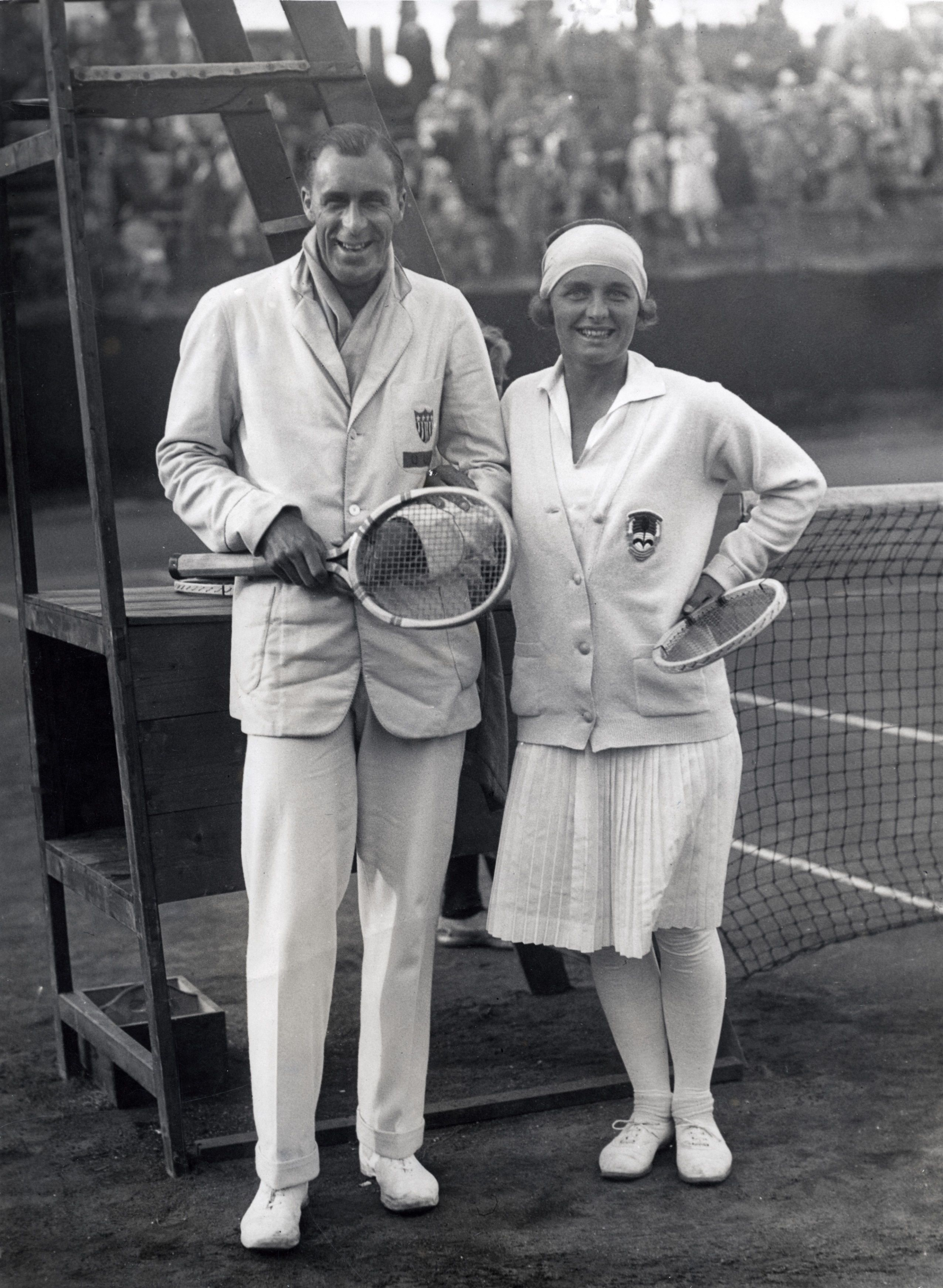
Bill Tilden y Kea Bouman en el Campeonato de Francia de 1927

### Individuales (1 título)
| Resultado | Año                           | Campeonato            | Superficie | Oponente             | Marcador |
| --------- | ----------------------------- | --------------------- | ---------- | -------------------- | -------- |
| Victoria  | Campeonato de Francia de 1927 | Campeonato de Francia | Arcilla    | Irene Bowder Peacock | 6–2, 6–4 |

### Dobles (1 título)
| Resultado | Año                           | Campeonato                    | Superficie | Compañera    | Oponentes                | Marcador |
| --------- | ----------------------------- | ----------------------------- | ---------- | ------------ | ------------------------ | -------- |
| Victoria  | Campeonato de Francia de 1929 | Campeonato de Francia de 1929 | Arcilla    | Lilí Álvarez | Bobbie Heine Alida Neave | 7–5, 6–3 |

## Cronograma de torneos de Grand Slam individuales
| G | F | SF | CF | #R | RR | Q# | DNQ | A | NH |

(G) ganador; (F) finalista; (SF) semifinalista; (CF) cuartofinalista; (#R) rondas 4, 3, 2, 1; (RR) round-robin; (Q#) ronda de clasificación; (NC) no calificó; (A) ausente; (NS) no sostenido; (PA) porcentaje de acertamiento (eventos ganados / competido); (V–D) récord de victorias y derrotas.
| Torneo                       | 1923  | 1924  | 1925  | 1926  | 1927  | 1928  | 1929  | Carrera SR |
| ---------------------------- | ----- | ----- | ----- | ----- | ----- | ----- | ----- | ---------- |
| Campeonato de Australia      | A     | A     | A     | A     | A     | A     | A     | 0 / 0      |
| Campeonato de Francia1       | A     | NH    | A     | SF    | G     | SF    | 1R    | 1 / 4      |
| Wimbledon                    | 2R    | 1R    | 2R    | CF    | 4R    | 3R    | 3R    | 0 / 7      |
| Campeonato de Estados Unidos | A     | A     | A     | A     | CF    | A     | A     | 0 / 1      |
| SR                           | 0 / 1 | 0 / 1 | 0 / 1 | 0 / 2 | 1 / 3 | 0 / 2 | 0 / 2 | 1 / 12     |

1Hasta 1923, el Campeonato de Francia estaba abierto solo a ciudadanos franceses. El Campeonato Mundial en Pista Dura (WHCC), que en realidad se jugaba en tierra batida en París o Bruselas, comenzó en 1912 y estaba abierto a todas las nacionalidades. Los resultados de la edición de 1923 de ese torneo se muestran aquí. Los Juegos Olímpicos reemplazaron al WHCC en 1924, ya que se celebraron en París. A partir de 1925, el Campeonato de Francia estuvo abierto a todas las nacionalidades, con los resultados mostrados aquí a partir de ese año.